# سوق الغزل (دبي)
سوق الغزل (دبي) (بالإنجليزية: Dubai Textile Souk)‏ في دبي المعروف أيضا باسم (سوق المنسوجات القديم) هو سوق تقليدي في بر دبي أو دبي القديمة ويقع بجوار خور دبي.

## أسواق بالقرب منه
هناك أسواق أخرى مثل سوق الذهب عن طريق عبارات مائية تسير في خور دبي. لدى سوق المنسوجات تاريخ غني في أوساط الخليج العربي بسبب المنسوجات العربية التقليدية التي يفضلها سكان الخليج. قديما كان السوق مركزا لتداول الملابس والمنسوجات ولكن بعد النمو الكبير في دبي أصبح السوق مجرد مركزا سياحيا ومزارا.

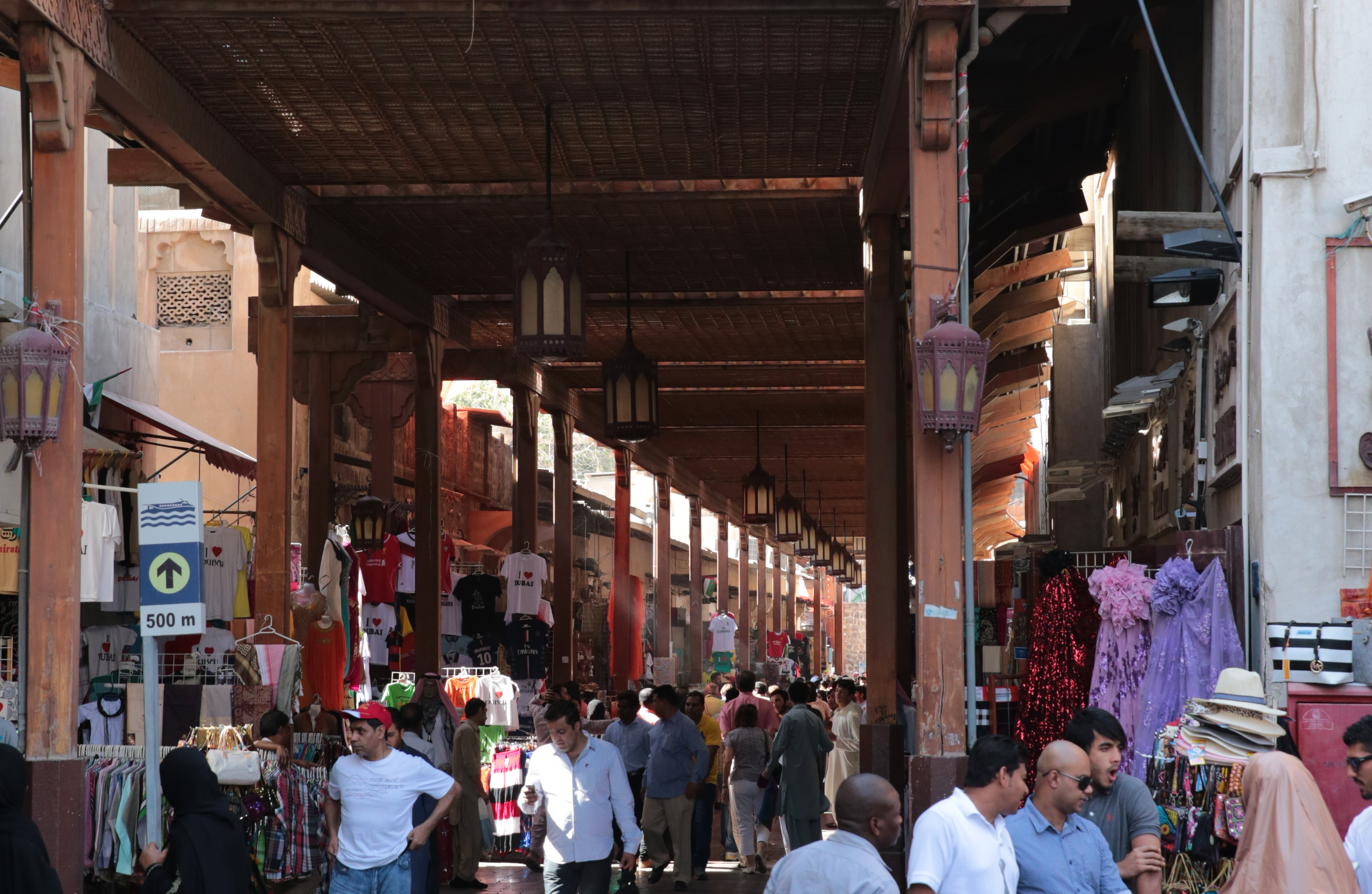
سكة أو طريق تقليدي في سوق دبي للمنسوجات.

## التاريخ

### تأثير التجارة في دبي علي سوق المنسوجات
لعبت التجارة دورا أساسيا بسبب موقع دبي في الخليج العربي، واستقر الدور أكثر في عام 1799، وفي ذلك الوقت كانت كل أمارة من الأمارات السبعة لها حكام منفصلين، وكانت دبي واحدة من هذه الإمارات. في حوالي عشرينيات القرن التاسع عشر، مع حماية البحرية البريطانية التي ساعدت في تعطيل الغارات المستمرة على خور دبي، بدأت قرى الصيد المسالمة في دبي تركز على كسب المال من خلال التجارة حيث كانت تجارة دبي تدور حول الـخور وتتجاهل الجداول الأخرى على طول منطقة الساحل الشمالي لأنها كانت مسارات طويلة مما مهد الطريق في نهاية المطاف لكي تصبح دبي مركزا للسفن القادمة من الخليج.